# Leucorrhiniinae
Die Leucorrhiniinae (Syn.: Leucorrhininae) sind eine Unterfamilie der Segellibellen (Libellulidae) innerhalb der Libellen. Sie beheimatet acht Gattungen und wurde 1940 durch Tillyard und Fraser eingerichtet.

## Merkmale
Die Arten der Unterfamilie Leucorrhiniinae sind meist von kleiner bis mittlerer Größe. Ihre Gesichter sind weiß und die Flügeladerung ist offen. Die verschiedenen Sektoren des Arculus trennen sich bereits bei ihrem Ursprung. Die Basis des Flügeldreiecks im Hinterflügel liegt auf Höhe des Arculus. Und auch im Cubitalbereich gibt es Adern.

## Systematik
Neben der namensgebenden Typgattung der Leucorrhinia beinhalten die Leucorrhiniinae Vertreter weiterer 7 Gattungen.:
- Austrothemis
- Brachymesia
- Celithemis
- Leucorrhinia
- Planiplax